# Максимов, Василий Максимович
Васи́лий Макси́мович Макси́мов (17 [29] января 1844, Лопино, Санкт-Петербургская губерния — 18 ноября [1 декабря] 1911, Санкт-Петербург) — русский живописец-жанрист, член товарищества передвижников (с 1872), академик Императорской Академии художеств (с 1878).

## Биография
Сын крестьянина; родился 17 (29) января 1844 года в деревне Лопино, близ Старой Ладоги. В 1855—1862 годах учился в Петербурге в иконописных мастерских. В 1863 году поступил вольнослушателем в Императорскую Академию художеств. В Академии художеств учился у Ф. А. Бруни, Т. А. Неффа, А. Т. Маркова, П. М. Шамшина. В 1864 году примкнул к художественной артели Петра Крестоносцева, объединявшей широкий круг разночинной молодёжи. В 1864 и 1865 годах был награждён малыми серебряными медалями за свои успехи в рисовании и живописи с натуры. Получив золотую медаль 1865 году за картину «Больное дитя» и звание классного художника 3-й степени (1866), он уехал в Тверскую губернию, посвятив всё своё творчество изображению простого народа.
Пройдя весь академический курс за три года, художник в 1866 году отказался от конкурса на большую золотую медаль, как тремя годами ранее отказалась группа «четырнадцати» во главе с Иваном Крамским. «Мои убеждения меня заставляют не идти на конкурс, — говорил он, — я против заграничной поездки, потому что хочу изучать сначала Россию и бедную русскую деревню, которую у нас никто не знает, не знает деревенской нужды и горя».
С 1871 по 1912 год его произведения экспонировались на передвижных выставках (с 1874 года — член Товарищества). С 1878 года — академик. Художник всё своё творчество посвятил изображению народа, крестьянского быта и уклада, был нацелен на показ положительных начал деревенской жизни и в целом крестьянства как воплощение лучших качеств русского народа.
Последние годы жизни Максимова оказались полны горькой нужды и лишений: актуальность искусства передвижников прошла, на смену ему пришли новые направления. Нужда и болезни свели художника в могилу.
Похоронен рядом с могилами родителей у стены Благовещенского придела церкви Святого Василия Кесарийского на кладбище д. Чернавино, Михайловской волости 2-го стана Новоладожского уезда Санкт-Петербургской губернии (ныне — Староладожское сельское поселение, Волховский район, Ленинградская область).

## Работы
Лучшие из его произведений, «Приход колдуна на крестьянскую свадьбу» (1875) и «Семейный раздел в крестьянском быту» (1876), находятся в Третьяковской галерее в Москве.
Кроме того, заслуживают быть упомянутыми его картины:
- «Бабушкины сказки» (1867)
- «Сборы-на-гулянье» (1869) — Государственный музей искусств Казахстана имени А. Кастеева
- «Семейный раздел» (1871)
- «Бедный ужин» (1879) — Иркутский художественный музей им. В. П. Сукачёва[2]
- «Кто там?» (1878, у него же)
- «Больной муж» (1881)
- «Всё в прошлом» (1889)
- «У своей полосы» (1892) — Одесский художественный музей
- «Лихая свекровь» (1893)
- «Лесной сторож» (1893) — Одесский художественный музей.

- Бабушкины сказки (1867)
- Сборы-на-гулянье (1869)
- Семейный раздел (1871)
- Мальчик-механик (1871)
- Приход колдуна на крестьянскую свадьбу (1875)
- Больной муж (1881)
- Всё в прошлом (1889)

## Адреса
Василий Максимович проживал в Санкт-Петербурге по улице Зверинской, дом № 5.
Также жил в деревнях Санкт-Петербургской губернии. Совершал неоднократные поездки по России.
В 1866 году проживал в Тверской губернии, в деревне Шубино — усадьбе Голенищевых-Кутузовых на должности домашнего учителя рисования.